# Visione d'inferno
Visione d'inferno (地獄変?, Jigokuhen) è un manga autoconclusivo di genere splatter scritto e illustrato da Hideshi Hino, pubblicato in Giappone nel 1984. La pubblicazione italiana avvenne nel 1992 all'interno della collana Mondo Mongo dell'editrice Telemaco Comics.

## Trama
Un immaginario pittore anonimo introduce il lettore alle sue opere, tutte dipinte col proprio sangue e raffiguranti l'ambiente infernale che lo circonda. Ogni dipinto offre spunto per scoprire aspetti della vita presente e passata dell'artista, segnata da abusi infantili e dall'esplosione atomica. Uno dopo l'altro, i tredici dipinti offrono una visione pessimistica della vita e denunciano il degrado nel quale fu abbandonato il Giappone in seguito al termine della seconda guerra mondiale.

## Altre edizioni
- L'edizione inglese venne pubblicata dalla Blast Books nel 1993. La traduzione fu affidata a Yoko Umezawa e Charles Schneider.
- L'edizione francese venne pubblicata dalla IMHO nel 2004. La traduzione fu affidata a Satoko Fujimoto ed Éric Cordier.